# Tuulikki Koivunen Bylund

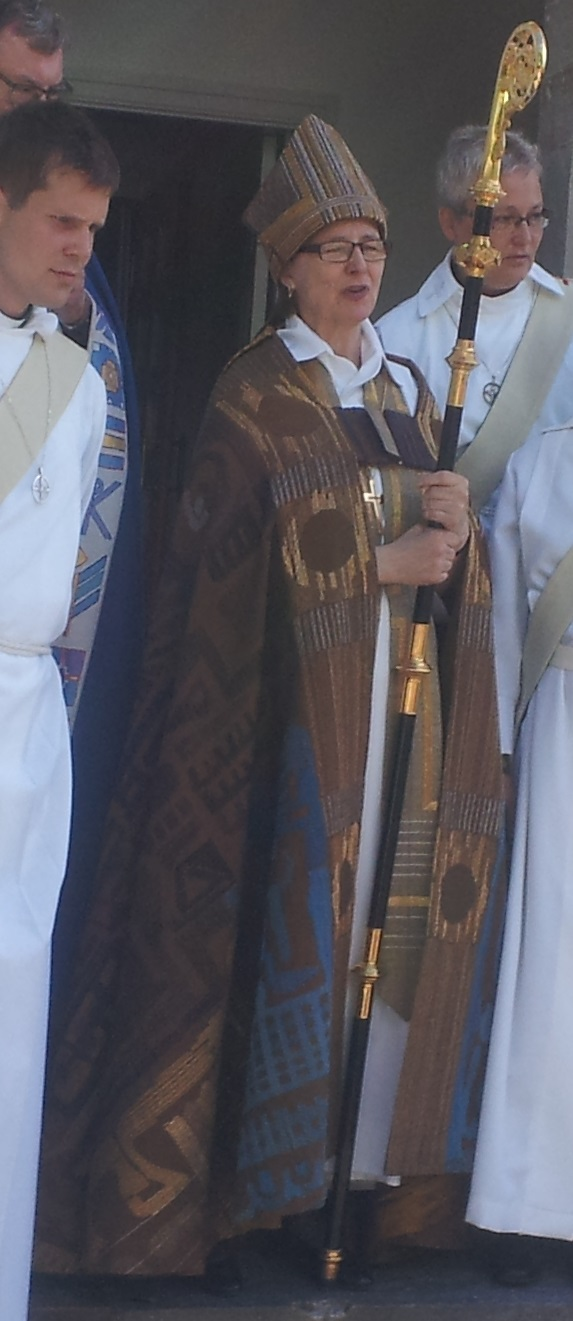
Tuulikki Koivunen Bylund 2013

Maritta Tuulikki Koivunen Bylund (* 19. Juli 1947 in Turku) ist eine lutherische Bischöfin der Schwedischen Kirche.

## Leben
Bylund wurde 1947 geboren. Nach ihrer Schulzeit studierte sie Theologie und wurde 1971 in Lund lutherische Pastorin. 1994 erwarb sie an der Universität Uppsala den theologischen Doktorgrad. Von 1995 bis 2009 war sie Dompröpstin im Dom zu Uppsala. Vom 8. November 2009 bis 2014 war Bylund Bischöfin im Bistum Härnösand.